# Schönbrunn (Floß)
Schönbrunn ist Ortsteil des Marktes Floß im Bezirk Oberpfalz im Landkreis Neustadt an der Waldnaab.

## Geographische Lage
Das Dorf Schönbrunn liegt ungefähr zwei Kilometer südöstlich von Floß am Südwesthang des 592 Meter hohen Buchenhügels an der Straße von Floß nach Würzelbrunn.

## Geschichte

### 14. bis 16. Jahrhundert
In Schönbrunn saß das Geschlecht der Schönbrunner.
Ulrich von Schönbrunn wird 1317 erwähnt als Besitzer eines Gutes in Vorbach.
Die Schönbrunner führten ein Wappen, das dem der Kleissenthaler ähnlich war.
Sie hatten Besitz in Schönbrunn bei Floß und in Erbendorf.
Das Geschlecht der Heckel (auch: Häckel) folgte ihnen an beiden Orten zuerst durch Konrad Heckel 1330 und 1340.
Bis etwa 1400 saßen die Heckel in Altenstadt-Erbendorf.
Im Salbuch von 1598 wurden für Schönbrunn 9 Mannschaften, 4 Höfe, 4 Halbhöfe und ein kleines Gütel aufgeführt.

### 17. und 18. Jahrhundert
Während des Dreißigjährigen Krieges zogen in den Jahren 1620 und 1621 die Mansfeldischen Soldaten durch Schönbrunn.
Dabei raubten sie den Bauern Geld, Vieh, Getreide, Lebensmittel, Kleidung, Wäsche, Betten, kupferne Pfannen und Töpfe, Werkzeuge, Waffen usw., fischten die Weiher ab und verbrannten und zerstörten die Bauernhöfe.
Eine Schadensaufstellung für Schönbrunn aus dem Jahr 1621 ergab einen Schaden von insgesamt 713 Gulden und 44 Kreuzer.
1792 gab es in Schönbrunn 8 Amtsuntertanen.
Um 1800 hatte Schönbrunn 10 Häuser und 68 Einwohner.

### 19. Jahrhundert bis Gegenwart
Anfang des 19. Jahrhunderts wurde der Steuerdistrikt Schönbrunn gebildet.
Zum Steuerdistrikt Schönbrunn gehörten außer Schönbrunn noch die Dörfer Hardt und Haupertsreuth und der Weiler Würzelbrunn.
Der Steuerdistrikt Schönbrunn hatte insgesamt 241 Einwohner und 34 Wohngebäude.
Die Landgemeinde Schönbrunn bestand aus den Dörfern Schönbrunn, Boxdorf, Hardt und Haupertsreuth und den Weilern Kühbach und Würzelbrunn.
Die Ortschaft Schönbrunn hatte 1817 66 Einwohner und 10 Wohngebäude, 1861 69 Einwohner und 1961 69 Einwohner und 12 Wohngebäude.
Am 1. Januar 1972 wurde die Gemeinde Schönbrunn in den Markt Floß eingegliedert.

## Hausnamen in Schönbrunn
- Vollath (Vullâth): Schönbrunn 1, vor 300 Jahren gehörten die beiden Höfe Nr. 1 und 2 als Vollath-Hof zusammen.
- Kraus: Schönbrunn 2, bis auf das Jahr 1600 geht das Geschlecht der Kraus in Schönbrunn zurück.
- Schneiderdick: Schönbrunn 3, möglicherweise von Benedikt.
- Engl: Schönbrunn 4, vielleicht ein früherer Besitzer namens Engel oder Abkürzung von Engelbert.
- Betzenhof: Schönbrunn 5, ein früherer Besitzer hieß Eisemann, wurde aber Betz genannt.
- Kundl: Schönbrunn 6, abgekürzt von Cunrad.
- Hanskaspar: Schönbrunn 8, ein früherer Besitzer trug die Vornamen Hans und Kaspar.
- Bärnklau: Schönbrunn 9, ein Vorfahr dieses Namens stammte aus Latsch bei Weiden.[9]